# 三菱500
三菱500（日语：三菱・500）乃日本新三菱重工業（三菱汽車前身）從1960年至1962年之間製造發售的五人座次緊湊型車。關於車名「500」，乃是指引擎排氣量。

## 發展概要
1960年代初期日本逐步脫離第二次世界大戰戰敗的陰影，國民所得收入增加，而且急速建造包含高速公路在內的道路網。加上通商產業省於1955年5月18日提出「國民車構想」，所公布的《國民車育成要綱案》中規定最高時速可達100km/h以上、可乘坐4名成人、以60km/h之時速行駛時的油耗是每公升可跑30公里、引擎排氣量介於350c.c.至500c.c.之間、沒有重大維修的情況下可使用10萬公里以上、如果月產量2千輛則售價25萬日圓左右....等條件。此外還規定，若有車廠能將上述條件的車子實際量產出來，就可以獲得獎勵金。雖說以當時日本車壇的技術，許多條件都難以實現，可是勇於挑戰的車廠並不在少數，其中包含三菱汽車前身的新三菱重工業，以及生產出速霸陸360的富士重工業（速霸陸公司前身）。於是新三菱重工業在《國民車育成要綱案》公佈之後，著手開發出這輛乘用車。
開發生產地點是該公司旗下的名古屋製作所，該製作所曾經組裝製造過三菱A型車及凱薩-弗雷澤Henry J，第三個車款則是三菱500，亦是該公司首度自行研發製造。

## 歷史
1960年 - 4月三菱500（車型代號A10）正式問世，採用二門轎車的設計，驅動方式為後置後驅。動力心臟為附有一個法國Solex化油器的NE19A型引擎，直列二缸OHV氣冷式，493c.c.的排氣量可輸出21ps / 5,000rpm的最大馬力及3.4kg·m / 3,800rpm的最大扭力。配合三速手排變速系統，最高速度可達90km/h。四輪懸吊系統皆採拖曳臂獨立懸吊系統（training arm）附螺旋彈簧，輪胎尺寸則為5.20-12。同年10月追加A柱旁附有三角窗的DX車型。
1961年 - 因消費者反應馬力不敷使用，於是8月改換成馬力更大的594c.c.直列二缸OHV氣冷式NE35A型引擎，可搾出25ps / 4,800rpm的最大馬力、4.2kg・m / 3,400rpm的扭力峰值，極速為100km/h。可是依舊維持舊車名，稱之為三菱500 Super DeLuxe（車型代號A11）。然而新車型並未成功抬升銷售成績，最終隨著三菱Colt 600的上市而在1962年停產。
三菱500雖然加速靈敏、乘坐感舒適、車室空間寬敞，可是與早一步上市的輕型車速霸陸360相比，汽車稅高了好幾個級距，性能上也沒有壓倒性的優勢。再加上身為小型車的三菱500，內外裝飾及配備反而顯得樸實無華，因此銷售成績始終不見起色。

### 運動賽事
這款車曾經投入1962年澳門格蘭披治大賽車，參加750c.c.以下的A組比賽，結果獲得非但掄元還包辦前四名的佳績。

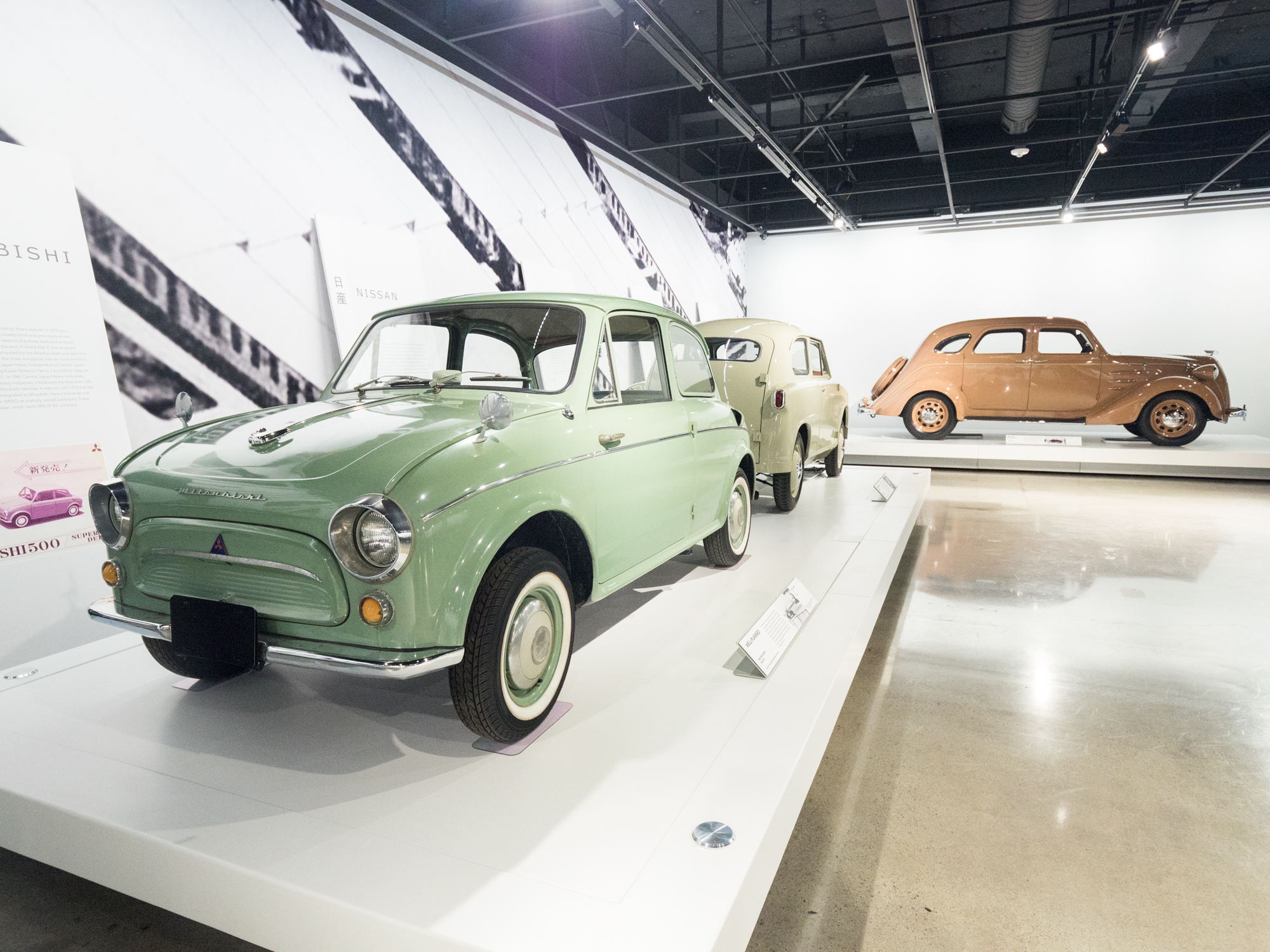
攝於美國加州彼得森汽車博物館
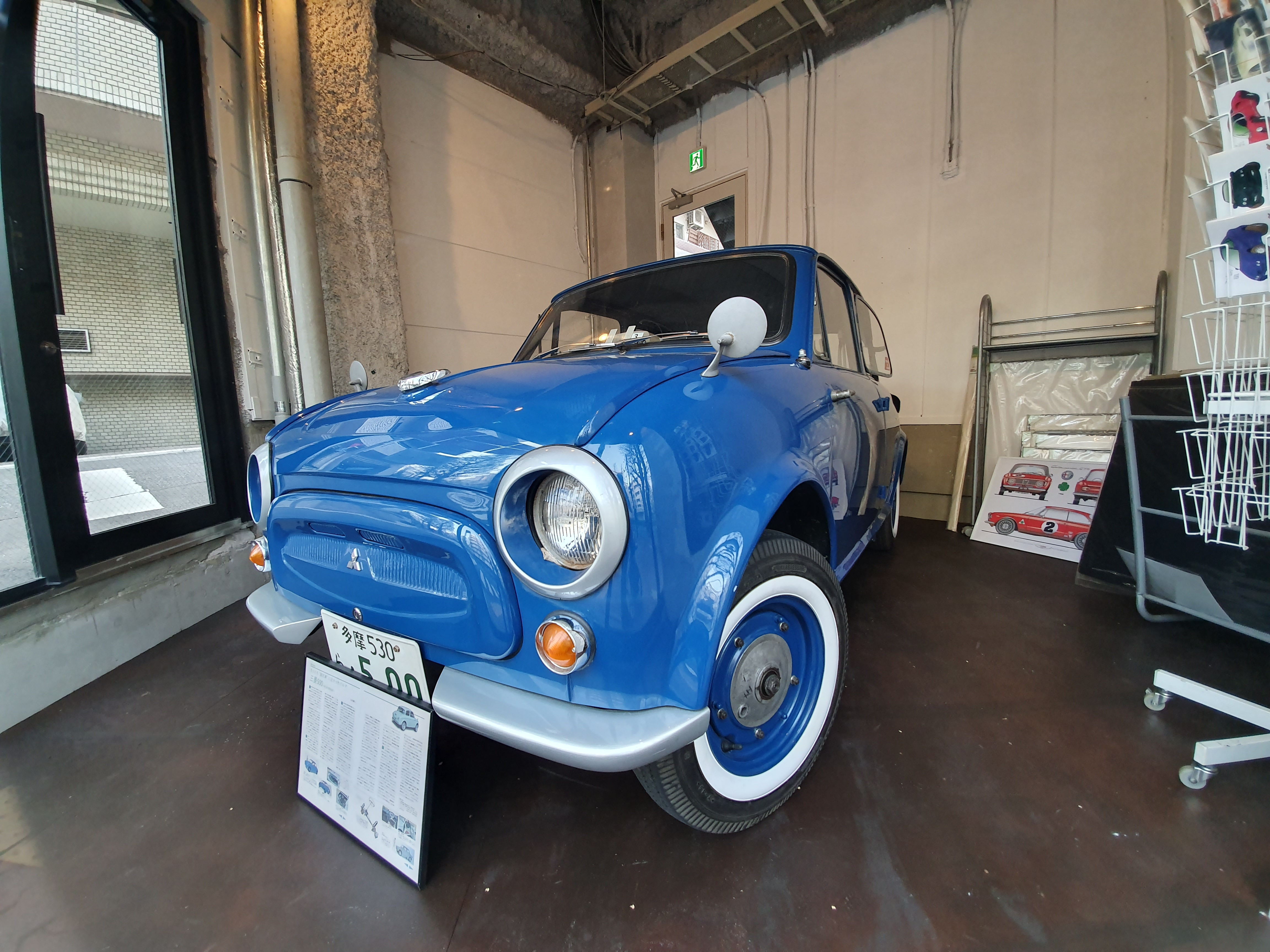
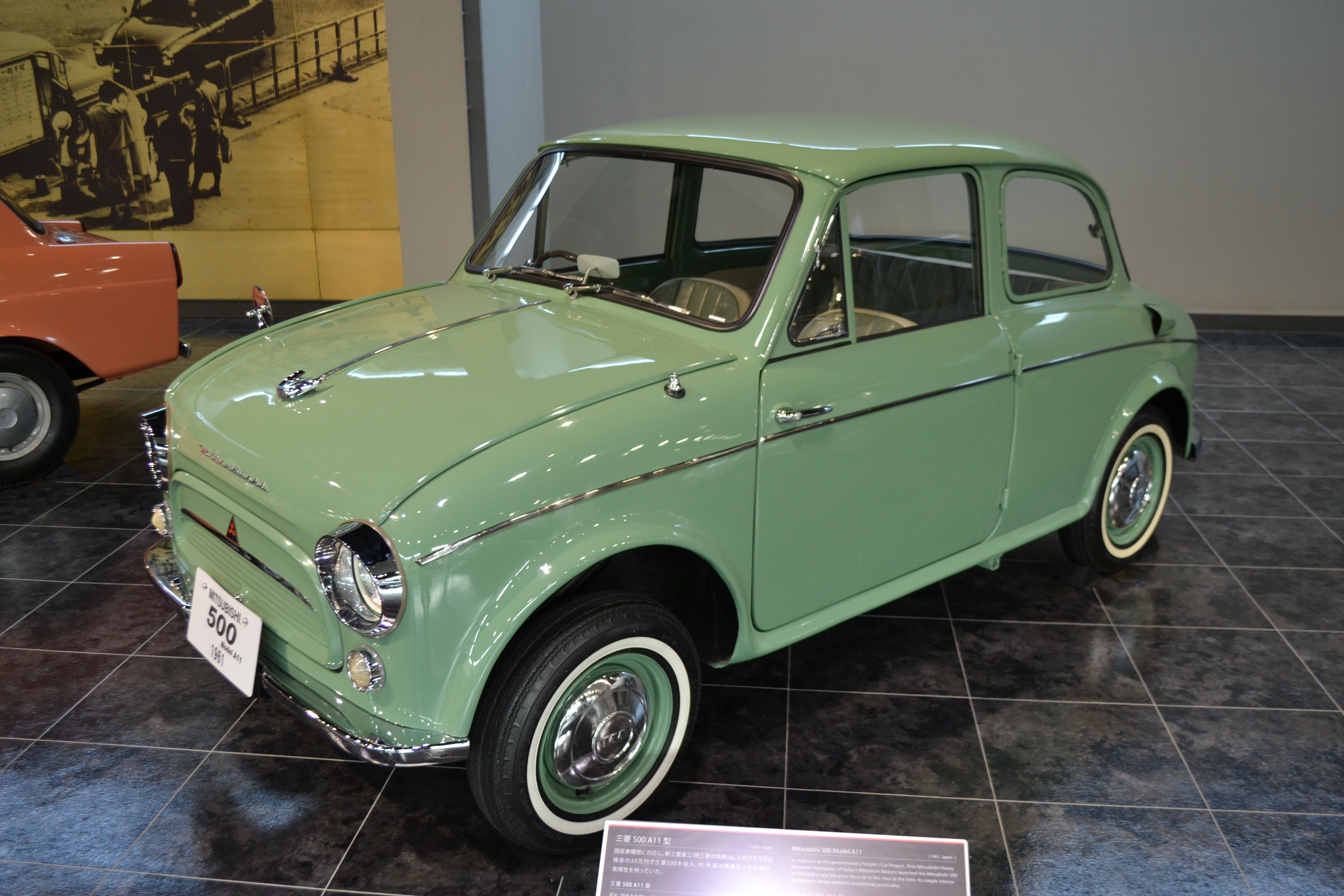

## 外部連結
- （日語）名車文化研究所：三菱500 （页面存档备份，存于）
- （日語）名車文化研究所：三菱500スーパーDX （页面存档备份，存于）